# Ulica Żorska w Rybniku
Ulica Żorska w Rybniku – jedna z najważniejszych i najruchliwszych ulic Rybnika. Ma około 6,7 km długości dzięki czemu plasuje się na drugim miejscu pod względem najdłuższych ulic miasta. Jest częścią drogi wojewódzkiej nr 935. Przebiega przez dwie dzielnice - Ligota - Ligocka Kuźnia i Gotartowice. Jest trasą wylotową na Żory, a od 2010 r. także na węzeł autostrady A1.

## Obiekty
Przy ulicy Żorskiej znajdują się m.in.:
- Media Markt
- Lidl
- OBI
- Makro Cash and Carry
- Agata Meble
- salon samochodowy Opel
- salon samochodowy Kia
- stacja benzynowa Lotos
- Aeroklub ROW
- Lotnisko Rybnik-Gotartowice

## Komunikacja
Przy ulicy znajduje się 7 przystanków Komunikacji Miejskiej Rybnik (KMR) :
1. Ligota-Ligocka Kuźnia Wiadukt,
2. Ligota-Ligocka Kuźnia Żorska
3. Ligota-Ligocka Kuźnia Kaplica
4. Ligota-Ligocka Kuźnia Rondo Boguszowickie
5. Ligota-Ligocka Kuźnia
6. Gotartowice
7. Gotartowice Lotnisko

Przystanki te są obsługiwane przez 6 linii komunikacji miejskiej. Są to linie numer 16, 45, 46, 48, 51, 52.